# Corallus caninus
Corallus caninus és una espècie de serp de la família Boidae que habita en les selves tropicals en l'Amazònia de Colòmbia, l'Equador, el Perú, Brasil, Veneçuela i Bolívia. No hi ha subespècies actualment reconegudes.
Els exemplars adults assoleixen al voltant de 1,8 m de longitud. Posseeixen dents frontals molt desenvolupats, proporcionalment més grans que les d'altres espècies de serps no verinoses. El patró de color normalment és verda maragda, amb unes taques dorsals de color blanc i taques ventrals de color groc. Els exemplars de la conca del riu Amazones tendeixen a ser les més grans, i ser molt més dòcils que els seus parents del Nord, aconseguint longituds de 2,1 a 2,7 m (grandària mitjana global està més prop de 1,8 m).